# أسفلت مطاطي

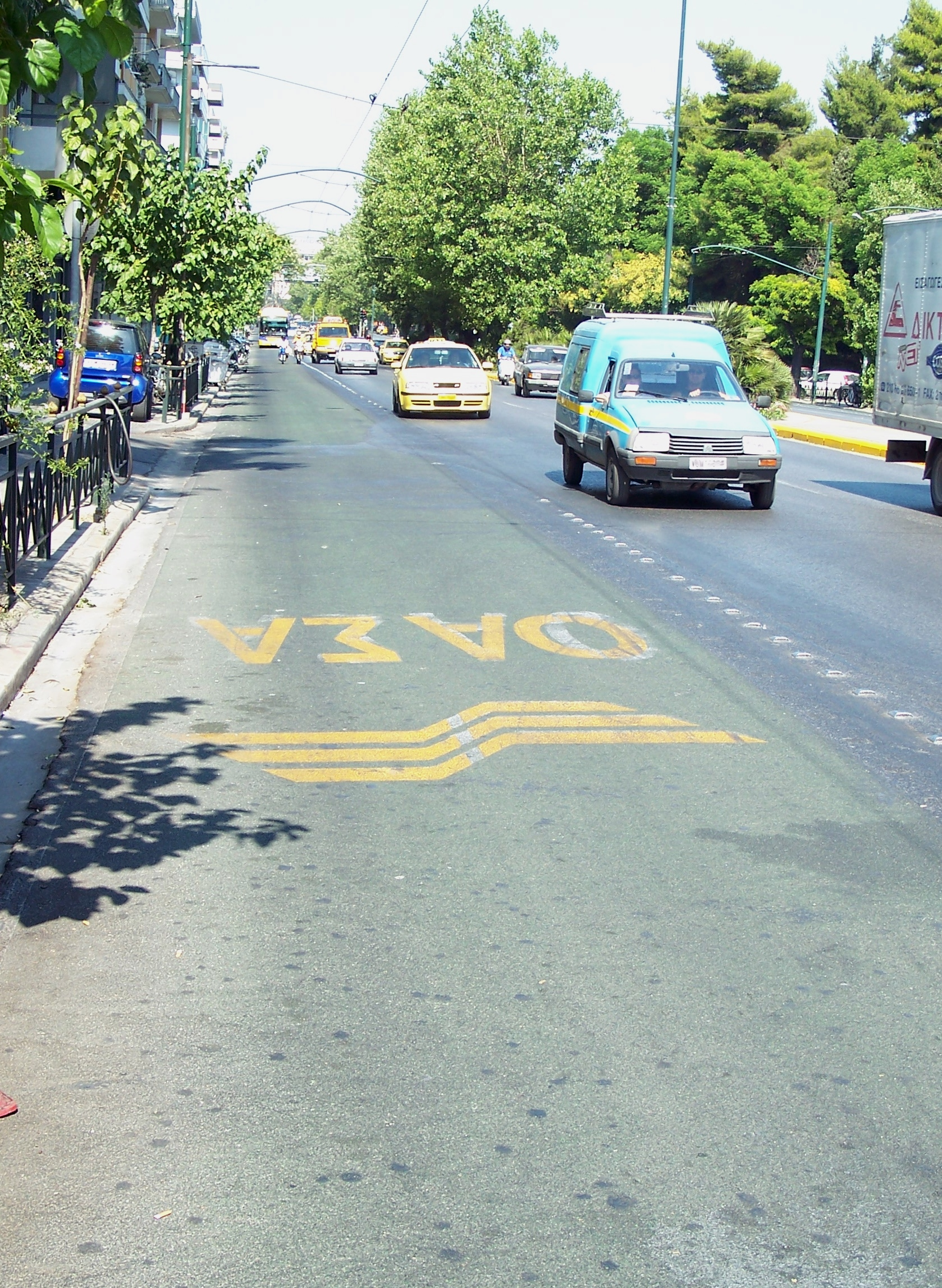
أحدث نوع من خطوط الحافلات في أثينا ، اليونان ، في Alexandras ave. وقد تم رصفها بإسفلت مطاطي ملون ومفصولة بأعين القط عن باقي الطريق. في السابق تم استخدام مصدات بلاستيكية صفراء (طولها 15-20 سم) كفواصل ، لكن المشاة تعثروا فوقها ووقعت حوادث وبالتالي تم استبدالها.

الإسفلت المطّاطي هو تقنية خلط الإسفلت الصخري بمادة المطاط والمأخوذة من بقايا إطارات السيارات التالفة أو القديمة. بدأ استعمال هذه التقنية على الطرق السريعة في ولاية أريزونا في الولايات المتحدة الأمريكية خلال الستينيات الميلادية لسماكتها العالية، ولكنهم اكتشفوا بعد ذلك أن للإسفلت المطاطي قدرة هائلة على امتصاص الضوضاء الناتجة عن الحركة المرورية في تلك الطرق.
في عام 2003 بدأت وزارة النقل الأمريكية وولاية أريزونا برنامجاً لمدة ثلاث سنوات، وبقيمة 34 مليون دولار ويعرف ببرنامج السفلته الهادئة، وبالتعاون مع الإدارة الفيدرالية للطرق السريعة لتحديد جدوى استبدال الإسفلت الصخري بالأسفلت المطاطي للحد من الضوضاء في الطرق السريعة. وبعد حوالي سنة واحدة، أدى استعمال الأسفلت المطاطي إلى انخفاض 12-ديسيبل في ضوضاء الطريق، مع انخفاض نموذجي من 7 إلى 9 ديسيبل.
في الشرق الأوسط، قامت الهيئة العليا لتطوير مدينة الرياض باستعمال الإسفلت المطاطي في مشروعها لتطوير طريق الملك عبد الله وأدى إلى نتائج مذهلة حيث يتميز هذا النوع من الإسفلت إضافة إلى دوره في خفض الضوضاء النابعة من حركة السيارات على الطريق عبر امتصاصه للصوت، بكونه صديقاً للبيئة لكونه مصنوعاً من مواد معاد تدويرها كإطارات السيارات المستعملة، ودوره في التقليل من الانزلاقات، وقدرته العالية على امتصاص مياه الأمطار مما يخفف من انتشار الرذاذ عند هطول الأمطار، فضلاً عن دوره في خفض تكاليف الصيانة بسبب عمره الافتراضي الطويل.